# 法顕
法顕（ほっけん）は、中国東晋時代の僧。姓は龔。平陽郡襄陵県武陽（現在の山西省臨汾市襄汾県）の人。
シルクロードを経由してインドに渡り、中国に仏典を持ち帰った。彼の記した旅行記『仏国記』（別名『法顕伝』『歴遊天竺記伝』; 英訳と仏訳がある）は、当時の中央アジアやインドに関して書かれた貴重な史料となっている。

## 生涯
幼くして出家、20歳で具足戒を受けた。その人となりは「志行明敏、儀軌整粛なり」といわれた。
仏教の学究を進めるにしたがい、経典の漢語訳出に比べて戒律が中国仏教界において完備しておらず、経律共に錯誤や欠落があるのを嘆き、隆安3年（399年）、慧景、慧応、慧嵬、道整等の僧と共に長安からインドへ求法の旅にたった。
シルクロードの西域南道を進み、途中ホータン王国を経由しつつ、敦煌から流沙を渡った際には「沙河には悪霊、熱風多く、皆死に絶え一人も生命を全うするものはない。上には飛ぶ鳥なく、下には走獣なし。見渡す限り渡ろうとせん所を探すも何もなし。死者の枯骨を道標にするだけ」と述べている。そこは現在のタクラマカン砂漠である。
6年かかって中インド（中天竺）に達した際には、王舎城などの仏跡をめぐり、『摩訶僧祇律』、『雑阿毘曇心論』などをえた。さらにスリランカにわたり、『五分律』、『長阿含経』などを求めた。義熙9年（413年）、海路（南海航路）で青州へ帰国したが、帰国できたのは法顕のみであった。永初3年（422年）、荊州江陵の辛寺で没した。享年86。

## 影響
- 建康で仏陀跋陀羅に出会い、法顕が持ち帰った『大般涅槃経』などが訳出され、涅槃宗成立の基となった。
- 持ち帰った経典のうち、訳されたものには『摩訶僧祇律』40巻、『五分律』(法顕の死後、仏馱什が訳)がある。

## 伝記資料
- 『高僧法顕伝』
- 『高僧伝』巻3